# Collyria coxator
Collyria coxator là một loài tò vò trong họ Ichneumonidae.